# 喬爾比夫卡
49°12′25″N 34°19′47″E / 49.20694°N 34.32972°E
喬爾比夫卡（烏克蘭語：Чорбівка），是烏克蘭中部的村莊，隸屬波爾塔瓦州的波爾塔瓦區。該村距離卡利尼涅2公里，海拔高度77米，2001年人口535。